# Hans Neij
Arvid Hans Magnus Neij, född 22 juni 1921 i Jönköping, död 24 april 1985 i Fort Walton Beach, Florida, USA, var en svensk officer i Flygvapnet.

## Biografi
Neij blev fänrik i Flygvapnet år 1942. Innan dess hade han studerat vid Flygvapnets aspirant- och kadettskola åren 1939–1942. Han befordrades till löjtnant 1944, till kapten 1949, till major 1955, till överstelöjtnant 1959, till överste 1963 och till generalmajor 1970. Han invaldes som ledamot av Krigsvetenskapsakademien 1968.
Åren 1961–1964 var han chef för Flyglinjen vid Militärhögskolan. Åren 1964 till 1966 var han flottiljchef för Bråvalla flygflottilj (F 13). Åren 1966–1970 var han sektionschef vid Flygstaben. Åren 1970–1973 var han stabschef vid Östra militärområdet (Milo Ö). Åren 1973 till 1978 var han chef för Flygstaben. Efter sin aktiva karriär i Flygvapnet var han åren 1978–1985 försvarsattaché i Washington och Ottawa.
Neij gifte sig år 1942 med Kerstin Gyllenberg, tillsammans fick de två barn. Neij omkom av hjärtkammarflimmer under en semestervistelse i Fort Walton Beach i Florida.

## Världsrekord
Den 3 mars 1955 satte Neij ett världsrekord tillsammans med fältflygare Birger Eriksson. De två flög varsin S 29C från Södermanlands flygflottilj (F 11), och slog 23 mars 1955 världsrekord över en sluten 1 000 km lång bana. De flög sträckan Nyköping–Örnsköldsvik och åter med en medelfart på 900,6 km/h. Det gamla rekordet löd på 822 km/h och sattes i maj 1950 av den brittiske testpiloten James "Jim" Cooksey med en Gloster Meteor.

## Utmärkelser
- Riddare av Svärdsorden (1960)[4]
- Kommendör av Svärdsorden (6 juni 1966)[5]
- Kommendör av första klassen av Svärdsorden (6 juni 1969)[6]
- Legion of Merit (13 juni 1985; postumt)[7]